# Sobór Świętych Wołogodzkich
Sobór Świętych Wołogodzkich – grupa świętych czczonych w Rosyjskim Kościele Prawosławnym, związanych poprzez swoją działalność z miastem Wołogda lub historyczną ziemią wołogodzką (niekoniecznie tożsamą ze współczesnym obwodem wołogodzkim. Święto ku czci Soboru Świętych Wołogodzkich obchodzone jest w trzecią niedzielę po Pięćdziesiątnicy.
W skład Soboru wchodzą święci przedstawieni w poniższej tabeli.